# 東山龍平
東山 龍平（ひがしやま りゅうへい、1984年9月30日 - ）は、山形県米沢市出身の俳優。所属はジャパンアクションエンタープライズ京都支社。

## 出演

### テレビドラマ
- 水戸黄門シリーズ（TBS）
  - 第39部（2008年10月13日 - 2009年3月23日） - 化け猫役
  - 第41部（2010年4月12日 - 6月28日）
  - 第42部（2010年10月11日 - 2011年3月21日） - 侍A役
  - 第43部（2011年7月4日 - 12月19日）
  - 水戸黄門（2017年、BS-TBS） - STUNT/薬売り役
  - 水戸黄門（2018年、BS-TBS） - STUNT
- 京都迷宮案内スペシャル（2008年、テレビ朝日）
- 主水之助七番勝負（2008年、テレビ東京）
- 肉体の門（2008年12月27日、テレビ朝日）
- 浪花の華〜緒方洪庵事件帳〜（2009年1月10日 - 3月7日、NHK）
- 狩矢警部シリーズ6「燃えた花嫁」（2009年2月2日、TBS）
- 落日燃ゆ（2009年3月15日、テレビ朝日）
- おみやさんシリーズ（テレビ朝日）
  - 第6シリーズ（2008年 - 2009年）
  - 第8シリーズ（2011年） - 谷本吾郎役
  - 新・おみやさん（2012年） - 巡査役
- 大仏開眼（2010年、NHK）
- 大河ドラマが描かない坂本龍馬の真実（2010年6月29日、日本テレビ）
- 科捜研の女シリーズ（テレビ朝日）
  - 第10シリーズ 第5話（2010年8月12日） - 島崎拓海役
  - 第11シリーズ（2011年10月20日 - 2012年3月） - 爆発処理班・班長加藤役
  - 第15シリーズ 第14話（2016年3月3日） - 望月達也役
  - 第18シリーズ 第3話（2018年11月8日） - 岸内潤一役
  - 第19シリーズ（2019年） - SIT隊長役
  - 第21シリーズ
    - 第1話（2021年10月14日） - 立岡清純役
    - 第2話（2021年10月21日） - STUNT
    - 第3話（2021年10月28日） - STUNT
- ホンボシ〜心理特捜事件簿〜 第6話（2011年2月24日、テレビ朝日） - 新田英佑役
- 遺恨あり 明治十三年 最後の仇討（2011年2月26日、テレビ朝日）
- 京都地検の女シリーズ（テレビ朝日）
  - 第7シリーズ（2011年）
- 土曜ワイド劇場 捜査検事・京都殺人調書（2011年、テレビ朝日） - STUNT
- 知られざる幕末の志士 山田顕義物語（2012年1月2日、MBS） - 藩士2役
- 忠臣蔵〜その義その愛（2012年1月2日、テレビ東京） - 吉良方侍役
- SP〜警視庁警護課II（2012年3月3日、テレビ朝日） - 若い男役
- だましゑ歌麿II（2012年、テレビ朝日） - STUNT
- 捜査地図の女 第1話（2012年10月18日、テレビ朝日）
- 松本清張没後20年・ドラマスペシャル 十万分の一の偶然（2012年12月15日、テレビ朝日）
- 探偵!ナイトスクープ（2012年、NHK） - 忍者役
- 闇の狩人（2014年、時代劇専門チャンネル） - 浪人馬場役
- 最強のふたり〜京都府警 特別捜査班〜 第6話（2015年8月27日、テレビ朝日） - 片倉亮太役
- 雲霧仁左衛門
  - 雲霧仁左衛門（2015年、NHK-BSプレミアム） - 子分役
  - 雲霧仁左衛門2（2016年、NHK-BSプレミアム） - 宇兵衛役
  - 雲霧仁左衛門4（2018年、NHK-BSプレミアム） - STUNT
  - 雲霧仁左衛門5
    - 1話（2022年1月14日、NHK-BSプレミアム）
    - 2話（2022年1月21日、NHK-BSプレミアム）
    - 3話（2022年1月28日、NHK-BSプレミアム）
    - 4話（2022年2月4日、NHK-BSプレミアム）
    - 5話（2022年2月11日、NHK-BSプレミアム）
    - 6話（2022年2月18日、NHK-BSプレミアム） - STUNT
    - 7話（2022年2月25日、NHK-BSプレミアム）
    - 8話（2022年3月4日、NHK-BSプレミアム） - STUNT
- ふたがしら2（2016年、WOWOW） - 盗人/吉良家臣役
- 三屋清左衛門
  - （2016年、時代劇専門チャンネル） - 家臣役
  - （2017年、時代劇専門チャンネル） - STUNT
- 鬼平犯科帳（2016年、CX） - 賊役/STUNT
- 伝七捕物帖
  - （2016年、NHK-BSプレミアム） - 源八役/STUNT
  - （2017年、NHK-BSプレミアム） - 富次朗役
- 立花登青春手控え
  - （2016年、NHK-BSプレミアム） - いの役
  - （2017年、NHK-BSプレミアム） - 留吉役
  - （2018年、NHK-BSプレミアム） - 門弟役
  - （2019年、NHK-BSプレミアム） - アクションクルー
- 必殺仕事人（2016年、EX） - ヤクザ役/STUNT
- 石川五右衛門（2016年、TX） - かぶき者役/STUNT/殺陣
- 福田和子 整形逃亡15年（2016年、EX） - 和子の彼氏役
- ちかえもん（2016年、NHK-BSプレミアム） - STUNT
- 赤かぶ（2017年、TBS） - STUNT
- 池波正太郎時代劇「雨の首振り坂」（2017年、時代劇専門チャンネル） - アクションクルー
- 池波正太郎時代劇「光と影」（2017年、時代劇専門チャンネル） - アクションクルー
- 古畑伊知郎トーキング・ヒストリー
  - 本能寺の変（2017年、EX） - 騎馬伝令役
  - （2018年、EX） - 桂準之助役
- 連続テレビ小説 わろてんか
  - （2017年、NHK） - 悪男役
  - （2018年、NHK） - 紳士役
- 宮澤賢治の食卓（2017年、TBS） - 通行人役
- くノ一忍法帖 蛍火（2018年、BSジャパン） - アクションクルー
- 剣客商売
  - 手裏剣お秀（2018年、CX） - STUNT
  - 婚礼の夜（2019年、CX） - 安田重七役
- 遺留捜査
  - スペシャル（2018年、EX） - アクションクルー
  - スペシャル（2019年、EX） - STUNT
  - スペシャル（2020年8月9日、EX） - STUNT
  - 第6シーズン
    - 1話（2021年1月14日） - 彩月の男役
    - 3話（2021年1月28日） - アクションクルー
    - 7話（2021年2月25日） - アクションクルー
    - 9話（2021年3月11日） - STUNT
- 遠山の金四郎（2018年、EX） - アクションクルー
- 刑事ゼロ
  - （2018年、EX） - アクションクルー
  - （2019年、EX） - ボーイ役
  - （2020年、EX） - アクションクルー
- 小吉の女房（2018年、NHK-BSプレミアム） - アクションクルー
- 夕凪の街桜の国2018（2018年、NHK広島） - アクションクルー
- 歴史秘話ヒストリア～蒙古襲来とペリー来航～（2018年、NHK大阪） - 竹崎季長役
- 黒書院の六兵衛（2018年、WOWOW） - 栗谷清十郎役
- 冬牡丹と人魚（2018年、京都府 映像産業機構） - 弥助役
- やじ×きた 元祖・東海道中膝栗毛（2019年、BSテレ東） - 銀役
- おかしな刑事（2019年、EX） - アクションクルー
- 京都人の密かな愉しみ Blue 修行中（2019年、NHK-BSプレミアム） - アクションクルー
- よるドラ だから私は推しました（2019年、NHK大阪） - STUNT
- 怪談 牡丹灯籠（2019年、NHK-BSプレミアム） - アクションクルー
- 帰郷（2019年、時代劇専門チャンネル） - アクションクルー
- 連続テレビ小説 スカーレット（2019年、NHK大阪） - 夫役
- 必殺仕事人2020（2020年6月28日、ABCテレビ・テレビ朝日系） - 藤野修造 役[1]
- 大江戸グレートジャーニー ～ザ・お伊勢参り～ 最終話（2020年7月11日） - 殺陣補佐
- 探偵・由利麟太郎 第1話（2020年6月16日、カンテレ・フジテレビ）
- 連続ドラマW 太陽は動かない-THE ECLIPSE- Episode1～6（2020年、WOWOW） - 役
- 太陽の子（2020年8月15日、NHK） - アクションクルー[2]
- 恐怖新聞 第3話（2020年9月12日、フジテレビ） - 児童相談所職員 役
- DIVER-特殊潜入班- 第1話・第2話（2020年9月22日・9月29日、カンテレ） - 刑事役
- 連続テレビ小説 おちょやん（2021年、NHK）
- 歴史探偵
  - 「真相！池田屋事件」（2021年5月12日、NHK） - 長倉新八役
  - 「指揮官　土方歳三」（2021年9月22日、NHK）
  - 「鎌倉バトルロワイヤル」（2022年7月20日、NHK）
- IP〜サイバー捜査班（2021年7月1日） - 刑事役
- THE突破ファイル（2021年7月15日、日本テレビ） - アクションコーディネーター
- ハコヅメ〜たたかう!交番女子〜第3話（2021年7月21日、日本テレビ） - 警官役
- 終戦ドラマ「仕方なかったと言うてはいかんのです」（2021年8月20日、NHK） - アクションクルー
- 三屋清左衛門　残日録 -陽のあたる道-（2021年9月20日、時代劇専門チャンネル） - アクションクルー
- 大河ドラマ 青天を衝け（2021年12月12日、NHK） - アクションクルー
- 連続テレビ小説 カムカムエヴリバディ
  - 第42回（2021年12月28日、NHK） - 出演/STUNT
  - 第53回（2022年1月17日、NHK） - 出演/STUNT
  - 第54回（2022年1月18日、NHK） - 出演/STUNT
  - 第64回（2022年2月1日、NHK） - 出演
  - 第76回（2022年2月17日、NHK） - 出演
  - 第77回（2022年2月18日、NHK） - アクション指導/出演
  - 第78回（2022年2月21日、NHK） - 出演
  - 第81回（2022年2月24日、NHK） - アクション指導
  - 第82回（2022年2月25日、NHK） - アクション指導
  - 第86回（2022年3月3日、NHK） - 出演
- わげもん〜長崎通訳異聞〜
  - 第3話（2022年1月15日、NHK） - STUNT
  - 第4話（2022年1月29日、NHK） - 出演/STUNT
- WOWOWオリジナルドラマ 薄桜鬼（2022年1月28日 - 、WOWOW） - 伊藤甲子太郎役
- 大岡越前6
  - 1話（2022年5月13日、NHK-BSプレミアム） - アクションクルー
- 連続ドラマW 松本清張『眼の壁』（2022年6月19日 - 、WOWOW） - 警官役
- テッパチ! 第1話（2022年7月6日、フジテレビ）
- 王様戦隊キングオージャー（2023年、テレビ朝日）
- ラストマン-全盲の捜査官- 第7話（2023年6月4日、TBS）
- 大河ドラマ どうする家康 第46回- （2023年12月3日-、HK） - 大谷吉治役
- 君とゆきて咲く〜新選組青春録〜 第1話（2024年4月25日、テレビ朝日）
- 問題物件 第2話（2025年1月22日、フジテレビ） - リッガー&ベル構成員 役[3]

### 映画
- TAJOMARU（2009年）
- 劇場版 仮面ライダーオーズ WONDERFUL 将軍と21のコアメダル（2011年）
- るろうに剣心（2012年） - 兵士4役
- 天地明察（2012年） - 襲撃者役
- 忍たま乱太郎 夏休み宿題大作戦!の段（2013年） - 雑渡昆奈門役
- 無限の住人（2017年） - 侍役
- 関ヶ原（2017年） - 伊賀者A役
- パンク侍、斬られて候（2018年） - 侍役
- OVER DRIVE（2018年） - 総支配人役
- 蚤とり侍（2018年） - アクションクルー
- 輪違屋糸里～京女たちの幕末～（2018年） - 新撰組役
- 少年たち（2019年） - 不良仲間役
- フォルトゥナの瞳（2019年） - ひかれる男役
- カツベン（2019年） - 劇中映画「火車お千」役人/配下役
- GOZEN -純恋の剣-（2019年） - 小弥太役
- デンマーク・日本合作映画 MISS OSAKA（2020年） - アクションクルー
- 死神遣いの事件帖-傀儡夜曲-（2020年） - 死神兵役
- 燃えよ剣（2020年5月22日公開(公開延期)） - アクションコーディネーター補佐
- 太陽は動かない（2021年3月5日、ROBOT）[4]
- 大コメ騒動（2021年1月8日、ラビットハウス、エレファントハウス） - アクションコーディネーター
- 科捜研の女 -劇場版-（2021年9月3日、東映） - アクションクルー
- 映画おそ松さん（2022年3月25日、東宝） - アクションクルー

### 舞台
- ちるらん 新選組鎮魂歌（2017年） - 主役アンダー/清河八郎役
- 陰陽師　生成り姫（2022年2月22日～2022年3月24日）

### イベント
- 東映太秦映画村
- 東映太秦映画村ロケーションスタジオ「映画村の映画塾、映画のヒ・ミ・ツ うそ・ほんとう」（-2018年8月13日毎日開催、刺客役）
  - 「忍者ショー 忍術！猿飛佐助」（2007年10月 - 2009年9月）（忍者役）
  - 「忍者ショー 伊賀惣国の乱」（2009年10月 - ）（忍者役）
  - 「激突忍者ショー　ジライヤ」（2013年2月23日-）（佐々木小次郎役）
  - 「激突忍者ショー　ゴエモン」（2014年2月22日-）
  - 「激突忍者ショー　サスケ」（2015年2月21日 - 2021年9月26日）（猿飛佐助役）
  - 「激突忍者ショー　シノビノオキテ」（2021年10月1日 - ）（イズナ役／代官役）
- 東映映画村パディオス「キャラクターショー」（2010年7月3日 - 2011年10月30日、土曜・日曜公演）
- 第5回うだつ黄門まつり（2010年10月9日 - 11日）
- 東映映画村パディオス「海賊戦隊ゴーカイジャー 豪快忍者シュシュッと参上！」（2011年9月15日 - 11月27日、土曜・日曜・祝日公演）
- 東映太秦映画村パディオス「キャラクターショー」(2016年）
- 東映太秦映画村パディオス「キャラクターショー」(2017年)
- 大阪城イベント（2017年） - 忍者役
- 東急ホテルイベント（2017年） - 忍者役
- 東映太秦映画村パディオス「キャラクターショー」(2018年)
- 東映太秦映画村パディオス「キャラクターショー」(2019年)

### CM
- パチンコCR「遠山の金さん」
- フィルムメーカーズラボ（2011年）（モデル）
- ピップ キネシオロジーテープ（2012年、Web&HP用）（モデル）
- ピップキネシオロジーテーピングモデル（2015年-2018年） - テーピングモデル役
- NINJA CONCEALER（2017年） - 忍者頭領役
- 伊右衛門（2017年） - 茶人役
- HEP FIVE（2019年） - アクションクルー
- ひらかたパーク超ひらパー兄さん冬CM（2020年12月19日〜）

### その他
- JAPAN ACTION ENTERPRISE 第38期研修生卒業公演 A CAST（2008年5月23日、板橋文化会館） - 男A役
- インディ・ジョーンズ公開記念イベント（2009年、代々木競技場）
- 炎の転校生（2017年） - 侍1役
- 読売新聞夕刊 見える落語（2017年） - 長屋男役